# Micherechi
Micherechi (în maghiară Méhkerék, în trad. „Roata Albinelor”) este un sat în districtul Sarkad, județul Békés, Ungaria, având o populație de 2.189 de locuitori (2011).

## Demografie
Componența etnică a satului Micherechi
     Maghiari (51,14%)
     Români (46,53%)
     Romi (1,76%)
     Necunoscut (0,28%)
     Alții (0,28%)
Componența confesională a satului Micherechi
     Ortodocși (48,2%)
     Fără religie (9,27%)
     Reformați (3,52%)
     Romano-catolici (2,33%)
     Necunoscută (36,09%)
     Alte religii (22,43%)
Conform recensământului din 2011, satul Micherechi avea 2.189 de locuitori. Din punct de vedere etnic, majoritatea locuitorilor (51,14%) erau maghiari, cu minorități de români (46,53%) și romi (1,76%). Apartenența etnică nu este cunoscută în cazul a 0,28% din locuitori. Nu există o religie majoritară, locuitorii fiind ortodocși (48,2%), persoane fără religie (9,27%), reformați (3,52%) și romano-catolici (2,33%). Pentru 36,09% din locuitori nu este cunoscută apartenența confesională.

În anul 1881 la Micherechi locuiau 1394 de persoane, dintre care 1136 români, 145 maghiari, 24 germani și 89 din alte etnii. Din punct de vedere religios, 1225 erau ortodocși, 85 reformați, 49 romano-catolici și 35 din alte religii.